# Женская сборная Сальвадора по волейболу
Женская национальная сборная Сальвадора по волейболу (исп. Selección femenina de voleibol de El Salvador) — представляет Сальвадор на международных волейбольных соревнованиях. Управляющей организацией выступает Сальвадорская федерация волейбола (исп. Federación Salvadoreña de Voleibol — FESAVOL).

## История
Сальвадорская федерация волейбола — член ФИВБ с 1964 года.
На международную арену женская волейбольная сборная Сальвадора вышла раньше других национальных команд стран Центральной Америки. Это произошло в марте 1935 года на домашних Центральноамериканских и Карибских играх, проходивших в столице страны Сан-Сальвадоре. Единственным соперником хозяек женского волейбольного турнира Игр была сборная Мексики, которой сальвадорские волейболистки дважды уступили, став тем не менее серебряными призёрами соревнований.
Первое участие в официальных международных матчах для национальной команды Сальвадора на протяжении почти 40 лет оставалось единственным. Лишь в 1974 году волейболистки страны возобновили международные выступления участием в первом розыгрыше Центральноамериканского Кубка, проходившем в Сальвадоре. С тех пор сборная страны является одной из двух национальных сборных Центральной Америки, наряду с Никарагуа, не пропустившей ни одного подобного турнира, 5 раз выиграв бронзовые награды розыгрышей.
С 1977 года сборная Сальвадора регулярно участвует в Центральноамериканских играх. В своём дебютном турнире этих соревнований, прошедших в Сальвадоре, хозяйки турнира выиграли бронзовые награды и эти медали до сих пор остаются единственными завоёванными на Играх.
В прочих международных соревнованиях женская сборная Сальвадора появляется весьма редко. Лишь трижды сальвадорские волейболистки принимали участие в отборочных турнирах чемпионатов мира (2010, 2014 и 2018), один раз (кроме первого турнира) в Центральноамериканских и Карибских играх (2002) и единственный раз в чемпионате NORCECA (2001). При этом в континентальном первенстве команда Сальвадора проиграла все три своих матча, сыгранных на турнире, «отличившись» результатом по партиям в игре против сборной США — 0:3 (6:25, 2:25, 3:25).

## Результаты выступлений и составы

### Чемпионаты мира
Сборная Никарагуа принимала участие в трёх отборочных турнирах чемпионатов мира.
- 2010 — не квалифицировалась
- 2014 — не квалифицировалась
- 2018 — не квалифицировалась

- 2010 (квалификация): Дениз Рохель, Гленда Валенсия, Эмилия Хуарес, Жанисс Рейес, Андреа Мансур, Геральдина Васкес, Марсела Авалос, Алехандра Мансур, Ингрид Ривас, Аида Кальдерон, Гуадалупе Умансор. Тренер — Герсон Серон.
- 2014 (квалификация): Габриэла Мартинес, Катя Васкес, Габриэла Сориано, Маделин Гонсалес, Мария-Хосе Галиано, Соня Кастро, Дениз Рохель, Адриана Флорес, Гуадалупе Умансор, Лилиана Мансанарес, Мария Варгас, Роксана Авалос, Диана Ромеро де Лейва, Алехандра Васкес, Андреа Мансур, Андреа Авилес, Алехандра Мансур, Ана-София Менья. Тренеры — Габриэль Линарес (1-й раунд); Нери Энрикес (2-й и 3-й раунды).
- 2018 (квалификация): Ана Сесилия Пальма, Эмилия Хуарес, Габриэла Мартинес Наварро, Габриэла Фунес Эрнандес, Адриана Дубон Пасторе, Татьяна Менхивар Рамирес, Маделин Гонсалес, Дениз Рохель, Лаура Вильялобос Эрнандес, Адриана Флорес, София Веласкес Сьерра, Сара Ласо Гранадос. Тренер — Дани Кальдерон.

### Чемпионаты NORCECA
Сборная Сальвадора участвовала только в одном чемпионате NORCECA.
- 2001 — 6-е место

### Центральноамериканские и Карибские игры
Сборная Сальвадора принимала участие только в трёх Центральноамериканских и Карибских играх.
- 1935 —  2-е место
- 2002 — 7-е место
- 2023 — 8-е место

- 2002: Дорис Кабрера, Гленда Валенсия, Габриэла Силис, Диана Ромеро, Андреа Пинеда, Алехандра Флорес, Клаудия Секейра, Ингрид Ривас, Янира Ромеро, Аида Кальдерон, Энейда Васкес. Тренер — Роландо Кинтана.

### Центральноамериканские игры
| - 1973 — не участвовала - 1977 — 3-е место - 1986 — 5-е место - 1990 — 5-е место - 1994 — 6-е место | - 1997 — 5-е место - 2001 — 6-е место - 2010 — 4-е место - 2013 — 4-е место - 2017 — 6-е место |

### Центральноамериканский Кубок
| - 1974 — 3-е место - 1976 — 5-е место - 1977 — 3-е место - 1987 — 4-е место - 1989 — 6-е место - 1991 — 5-е место - 1993 — 4-е место - 1995 — 4-е место - 1997 — 7-е место - 1999 — 4-е место - 2000 — 3-е место | - 2002 — 3-е место - 2004 — 5-е место - 2006 — 6-е место - 2008 — 5-е место - 2010 — 5-е место - 2012 — 4-е место - 2014 — 7-е место - 2016 — 4-е место - 2018 — 3-е место - 2021 — 3-е место - 2023 — 4-е место |

### Центральноамериканский «Финал четырёх»
- 2024 — 4-е место

## Состав
Сборная Сальвадора в розыгрыше Центральноамериканского «Финал четырёх» 2024.
| №  | Имя, фамилия             | Год рождения | Рост | Амплуа      | Клуб                |
| -- | ------------------------ | ------------ | ---- | ----------- | ------------------- |
| 1  | Даниэла Санчес Мартинес  | 2002         | 169  | связующая   | AСПРО Сан-Сальвадор |
| 2  | Дженнифер Дуран Селайя   | 2002         | 164  | связующая   | ИМДЕР Сан-Сальвадор |
| 5  | Ребекка Сильесар Ривас   | 2004         | 161  | либеро      | «Сан-Маркос»        |
| 6  | Татьяна Менхивар Рамирес | 2000         | 171  | центральная | ИМДЕР Сан-Сальвадор |
| 7  | Моника Портильо ди Майо  | 2002         | 160  | либеро      | АСПРО Сан-Сальвадор |
| 9  | Марсела Сориано          | 2000         | 175  | центральная | АСПРО Сан-Сальвадор |
| 10 | Кармен Чавес Бланко      | 2001         | 163  | либеро      | ИМДЕР Сан-Сальвадор |
| 11 | Аллисон Мендес Чинчилья  | 2005         | 173  | нападающая  | «Сан-Маркос»        |
| 12 | Мария Рамирес Арриоа     | 2007         | 168  | нападающая  | «Сан-Сальвадор»     |
| 14 | Сильвия Хуарес Ривера    | 2004         | 178  | центральная | АСПРО Сан-Сальвадор |
| 15 | Даниэла Лопес Мендес     | 2003         | 171  | нападающая  | «Сан-Маркос»        |
| 19 | Роксана Авалос Энрикес   | 1997         | 170  | нападающая  | «Сан-Маркос»        |
| 22 | Фабиола Венегас Гевара   | 2001         | 175  | центральная | ИМДЕР Сан-Сальвадор |
| 23 | Ариана Хоачин Гонсалес   | 2006         | 170  | нападающая  | «Сан-Маркос»        |

- Главный тренер — Ной Исаак Фабиан Агилар.
- Тренеры — Мойсес Ромеро Мансия.